# Áncá jezik
Áncá (bunta; ISO 639-3: acb; bunta), neklasificirani bantoidni jezik s krajnjeg jugoistoka nigerijske države Taraba u Sardauni. Prema novijim podacima njime govori 300 ljudi (2006), a glavno je središte selo Antere; Prema nekim podacima, pripadnici etničke grupe Anca broje oko 400 duša (2008).
Mogao bi biti isti kao jezik manta [myg].

## Vanjske poveznice
- Ethnologue (14th)
- Ethnologue (15th)
- The Áncá Language (sa mapom)